# Janusz Jakubowski (generał)
 Janusz Jakubowski  (ur. 21 listopada 1951 w Lesznie) – generał brygady Wojska Polskiego; doktor nauk wojskowych (1987); zastępca dowódcy Nadwiślańskich Jednostek Wojskowych, szef logistyki (1998–2000). 

## Życiorys
Janusz Jakubowski urodził się 21 listopada 1951 w Lesznie. W latach 1965–69 ukończył I Liceum Ogólnokształcące. W 1969 podjął studia jako podchorąży w Wyższej Szkole Oficerskiej Wojsk Zmechanizowanych we Wrocławiu, które ukończył w 1973 uzyskując dyplom inżyniera – dowódcy. W 1973 rozpoczął zawodową służbę wojskową w 12 pułku zmechanizowanego w Gorzowie Wielkopolskim, a następnie pełnił służbę w Międzyrzeczu w 17 pułku zmechanizowanym. W latach 1977–1980 studiował w Akademii Wojskowej im. Michaiła Frunzego. W 1981 otrzymał przydział służbowy do Warszawy, gdzie w Centrum Doskonalenia Oficerów WP był na stanowiskach: wykładowca, starszy wykładowca, zastępca kierownika cyklu, kierownik cyklu taktyki. W latach 1984–1987 studia zaoczne w Akademii Sztabu Generalnego w Warszawie wraz z obroną rozprawy doktorskiej w dziedzinie nauk wojskowych. 
W 1990 został awansowany na stanowisko szefa oddziału w Zarządzie Operacyjnym Głównego Zarządu Szkolenia Bojowego WP, a następnie objął funkcję szefa oddziału w Zarządzie Szkolenia Operacyjnego Sztabu Generalnego WP. Był w zespole, który przygotowywał przystąpienie Polski do NATO, tworzył i realizował program „Partnerstwo dla Pokoju”. W okresie tym za przygotowanie tego programu odpowiadał Sztab Generalny WP, gdzie powstał zespół do opracowania planu udziału w nim sił zbrojnych, na którego czele stanął szef Zarządu Szkolenia Operacyjnego gen. bryg. Władysław Saczonek, a sekretarzem zespołu był płk Janusz Jakubowski. W 1995 przeszedł do Nadwiślańskich Jednostek Wojskowych, gdzie objął stanowisko Komendanta Centralnego Ośrodka Szkolenia w Katowicach. W 1996 na tym stanowisku był awansowany na stopień generała brygady przez prezydenta RP Aleksandra Kwaśniewskiego. W 1998 został skierowany do Warszawy, gdzie objął stanowisko zastępcy dowódcy-szefa logistyki Nadwiślańskich Jednostek Wojskowych w Warszawie.  W 2000 po 31 latach służby zakończył zawodową służbę wojskową. W latach 2001–2006 po przejściu w stan spoczynku był doradcą Szefa Obrony Cywilnej Kraju. Od 2009 jest członkiem Klubu Generałów Wojska Polskiego. W latach 2013–2016 był członkiem Rady Klubu Generałów WP.

## Awanse
- podporucznik – 1973[1]

(...)
- generał brygady – 1996[1][2]

## Ordery i odznaczenia[1]
- Krzyż Kawalerski Orderu Odrodzenia Polski – 1998
- Złoty Krzyż Zasługi – 1990
- Srebrny Krzyż Zasługi – 1984

i inne odznaczenia resortowe